# Rejon Masallı
Rejon Masallı (azer. Masallı rayonu) – rejon w południowo-wschodnim Azerbejdżanie. 